# Les Débats de Gérard
 (juin 2014).
Si vous disposez d'ouvrages ou d'articles de référence ou si vous connaissez des sites web de qualité traitant du thème abordé ici, merci de compléter l'article en donnant les références utiles à sa vérifiabilité et en les liant à la section « Notes et références ».
Les Débats de Gérard est une émission de radio diffusée sur Fun Radio entre 1996 et 2002. L'émission, caractérisée par une quasi-absence de censure, et présentée comme « l'émission la plus trash de la bande FM », « réservée à un public averti », était officiellement animée par Gérard de Suresnes. Dans les faits, son déroulement était assuré par l'équipe de Max et le Star System, qui tournait constamment en dérision l'animateur, alors que ce dernier ne semblait pas conscient des moqueries à son égard.
Les différentes interviews des employés de Fun Radio rapportent néanmoins qu'à plusieurs reprises, il a été expliqué à Gérard que les gens se moquaient de lui et qu'il le savait.
Durant le début de la saison 1997-1998, l'émission était diffusée toutes les nuits du jeudi au vendredi, entre 1 et 4 heures du matin, et comportait deux débats par émission. Entre avril et juin 1998, les débats avaient lieu le matin. La saison suivante (1998-1999), les deux débats étaient diffusés de 0 h 30 à 3 heures du matin, chaque jeudi soir. Les années postérieures, les émissions furent plus espacées dans le temps, devenant mensuelles, et ne comportaient plus qu'un seul débat, sensiblement allongé. Il y a eu au total environ 200 débats.

## Principe de l’émission

### Déroulement
Même si officiellement l'émission était animée par Gérard de Suresnes, son déroulement était assuré par l'équipe de "Max le Star System" (qui animait déjà l'émission de libre antenne quotidienne en primetime sur Fun Radio), ainsi que par des auditeurs intervenants, fort récurrents à l'antenne et qui furent rapidement surnommés les habituels. Ces fameux habituels, venant sous divers pseudonymes, énervaient Gérard, car il ne voulait pas avoir affaire aux mêmes à chaque fois. Même lorsqu'il en « virait » de l'antenne, ils revenaient par la suite au cours du même débat sous de nouveaux pseudos. L'ambiance tant appréciée des débats était souvent houleuse et chahuteuse, mais toujours inscrite dans le registre de la dérision, sauf pour Gérard, qui pensait animer des débats sérieux.
Des animateurs de l'émission envoyaient des montages sonores pendant les débats, qu'ils préparaient eux-mêmes à l'avance, reprenant les propos de Christine, sa première petite amie. Parmi les autres montages sonores diffusés, il y avait aussi la voix d’Apolline, une standardiste de l'émission que Gérard n'aimait guère.
À la fin de chaque débat, il y avait la ritournelle conclusion du débat, où chaque intervenant exprimait son avis, souvent négatif, sur le déroulement du débat. Un rapide tour sur l'IRC était ensuite effectué afin de donner à l'antenne quelques avis d'internautes. Parmi ceux-ci était souvent lue la conclusion d'une internaute dénommée Turpentine, qui déclarait invariablement : « Ton débat n'avait ni queue ni tête, comme toi !!! », entrainant souvent une réponse incisive de l'animateur.

### Les thèmes
Les thèmes de débat étaient variés, parfois récurrents, comme le thème des routiers cher à l'animateur, et s'articulaient souvent autour de :
- phénomènes de société : les téléphones portables, l'insécurité, le passage à l'Euro, les 35 Heures ;
- sujets d'actualité, parfois sportifs avec les Jeux olympiques, la Formule 1 et la Coupe du monde de football ; ou sociétaux comme les corridas, les grèves, les paparazzi ou la prostitution ;
- la vie conjugale : le mariage, les célibataires, la différence d'âge, la vie en couple ;
- la sexualité : la pornographie, les obsédés, la virginité ;
- notions philosophiques : l'intelligence, l'humour, la beauté ;
- astronomiques : l'espace, les étoiles, l'éclipse solaire du 11 août 1999 ;
- ésotériques : les médiums, les marabouts, les signes astrologiques.

Certains thèmes de débats étaient totalement farfelus et décalés : les aspirateurs, les ascenseurs, les supermarchés, les sosies, les bestioles ou encore les slips jaunes.
Au-delà du sujet premier, titre du débat, les auditeurs prenaient plaisir à provoquer Gérard en évoquant régulièrement des thèmes interdits d'antenne. Gérard ne voulait notamment pas qu'on parle de Carole et Christine, deux anciennes compagnes, surtout à la suite des rumeurs qu'avait émises Christine à l'antenne. Il ne voulait pas non plus que les intervenants parlent de Sandy, alors qu'il était en couple avec elle, car elle était l'objet d'insultes et de moqueries de la part d'eux, notamment du fait de son obésité. Ces rumeurs ont par la suite été reprises par les intervenants lors des débats.
Parmi les autres thèmes sources de controverses, citons le foyer Sonacotra de Nanterre où résidait Gérard, son nom de famille, ou encore la Locomotive, boîte de nuit du 18e arrondissement de Paris où Gérard avait ses habitudes. Ces sujets étaient souvent nés de rumeurs infondées. Sans toucher à sa personne, l'évocation du pont de l'Alma ou de manière plus générale de la disparition de Lady Di, provoquait généralement le courroux de Gérard.

### Les habituels
Des auditeurs intervenants sont devenus très rapidement des habituels, et par la même occasion des semi-célébrités radiophoniques, on peut citer Tony, Goldo, Arnet, Mégane, Arnold, Luigi et Caramel (pseudonyme utilisé par différents auditeurs, dont Max lui-même). Bien que leur voix soit à peine dissimulée, dans la majorité des cas, Gérard ne les reconnaissait pas, ce qui donna lieu à des moments d'humour radiophonique.
L'animateur radio Arnold, interprète récurrent de Monsieur Masure, est passé à l'antenne sous le pseudonyme de Trevor Jones et parlant français avec un fort accent anglais, s'incrustait dans de nombreux débats et disait de manière répétitive « Mister Cousin » pour saluer Gérard, ce qui avait le don de mettre ce dernier en colère. En effet, il avait une horreur absolue qu'on cite son nom de famille à l'antenne.
Il est souvent arrivé que les propres membres de l'équipe de l'émission de radio, tels que Phildar, Manu et Reego, Olivier de la prod, Appoline ou encore Anneka, délaissent leur poste pour participer aux débats depuis les locaux de la station.

### Invités célèbres
Certains débats furent l'occasion pour des célébrités de participer aux débats, parfois au sein-même des studios. Jean-Luc Delarue s'est fait passer pour son propre sosie, de même que Florian Gazan, lors du débat sur les sosies. Fred, du duo Omar et Fred, a également pris part à un débat. Arnold (ancien animateur de Fun Radio) et Max intervenaient de manière plus récurrente.

## Suppression de l'émission
Le 30 octobre 2002, pendant un débat portant sur le bizutage, Gérard se laisse emporter et prononce à l'antenne « Aïe Hitler », selon sa version, ou « Heil Hitler » selon le CSA, à la stupéfaction des membres de l'équipe technique. Celle-ci réprimande Gérard et lui enjoint de s'excuser auprès des auditeurs, ce qu'il fit immédiatement mais à quoi il ajouta l'énigmatique « à bon entendeur salut, pour ceux qui n'ont pas compris ce que cela voulait dire ». Manu, le réalisateur, coupe l'émission à l'instant même, alors qu'un autre débat devait se dérouler et que le débat en cours touchait à sa fin. Durant la pause qui suit, la direction de Fun Radio contacte l'équipe pour lui signaler qu'elle ne reprendra pas l'antenne ce soir-là. La sanction est immédiate et sans appel, l'animateur est définitivement évincé de Fun Radio et Max ne parlera plus jamais de Gérard à l'antenne, à l'exception d'un rapide hommage au lendemain de son décès, des suites d'un cancer, en 2005.

## Mémoire et hommages
La mémoire de Gérard de Suresnes ainsi que le souvenir des Débats de Gérard subsistent grâce aux nombreux enregistrements numériques, édités, rassemblés, classés, collectionnés, souvent mis en musique (les Remix de Gérard, dont certains étaient diffusés sur l'antenne de Fun Radio à l'époque de ses débats) et diffusés sur Internet par la communauté de ses nombreux auditeurs en métropole mais aussi en Belgique, en Suisse romande et au Maghreb francophone.
Le 20 avril 2006, fut organisée sur l'antenne de Radio campus Paris une émission hommage consacrée aux Débats de Gérard, regroupant les habituels et la majeure partie de l'équipe de l'émission de radio. Pour sa part Max, à la rentrée 2006, évoqua enfin Gérard dans la partie « journal intime » de son site officiel et mit en ligne quelques sons et vidéos avant la fermeture de ce dernier.
Une seconde émission de radio lui est consacrée en mai 2013 à l'occasion du huitième anniversaire de son décès sur la webradio Les Sales Gueules, à l'initiative de Manu et Reego, deux anciens membres de l'équipe des débats.
En 2016, un groupe de fans décide de créer une cagnotte en ligne pour pouvoir offrir un monument funéraire et un vrai emplacement au sein du cimetière de Désertines pour Gérard, en mémoire des débats.
En septembre 2024, le journaliste Thibault Raisse, publie une biographie sur la vie de Gérard de Suresnes et sur les coulisses de l'émission, intitulée Le Con de minuit aux éditions Denoël.